# Бистрий (заказник)
Би́стрий — гідрологічний заказник місцевого значення в Україні. Розташований на території Воловецького району Закарпатської області, на захід від села Котельниця. 

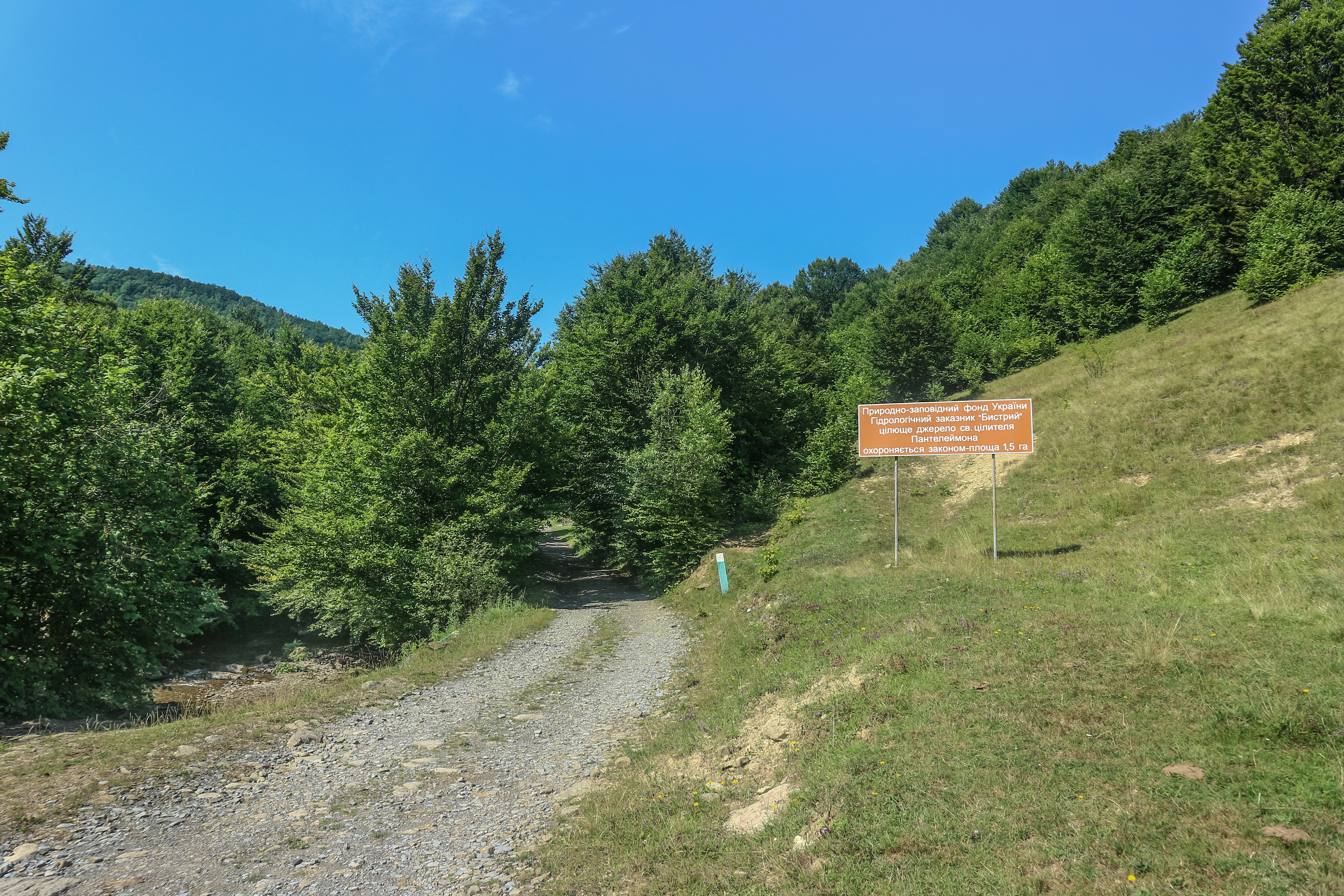
Таблиця заказника Бистрий

Площа 1,5 га. Статус отриманий у 2016 році. Перебуває у віданні Тишівської сільської ради. 
Статус надано для збереження території джерела, що відіграє важливе гідрологічне значення для функціонування басейнової системи річки Латориця, та збереження видів флори, занесених до Червоної книги України. 